# كتاب الطبيعة
يستكشف كتاب الطبيعة العلاقة بين الدين والعلم وهو مفهوم ديني وفلسفي نشأ في العصور الوسطى اللاتينية الذي ينظر إلى الطبيعة ككتاب للمعرفة والفهم.
اعتقد اللاهوتيون الأوائل مثل القديس بولس  أن كتاب الطبيعة هو مصدر إعلان الله للبشرية عندما يُقرأ "كتاب الطبيعة "جنبًا إلى جنب مع الكتاب المقدس فإن دراسة مخلوقات الله تؤدي إلى معرفة الله نفسه، غالبًا ما يُشار إلى هذا النوع من الإعلان بالإعلان العام.
يتوافق هذا المفهوم مع الاعتقاد الفلسفي اليوناني المبكر بأن البشر كجزء من عالم متماسك قادرون على فهم تصميم العالم الطبيعي من خلال العقل، كثيرا ما ينشر الفلاسفة واللاهوتيون والعلماء هذا المفهوم.
أول استخدام معروف لهذه العبارة كان بواسطة غاليليو الذي استخدم هذا المصطلح عندما كتب عن كيف "يمكن أن يصبح كتاب الطبيعة قابلاً للقراءة والفهم".

## تاريخ
منذ أقدم العصور في الحضارات المعروفة تم التعبير عن أحداث العالم الطبيعي من خلال مجموعة من القصص المتعلقة بالحياة اليومية، في العصور القديمة كان يُعتقد أن العالم المرئي الفاني موجود جنبًا إلى جنب مع عالم علوي من الأرواح والآلهة التي تعمل من خلال الطبيعة لخلق كون أخلاقي وطبيعي موحد ومتقاطع، حاول البشر الذين يعيشون في عالم تم التصرف عليه بواسطة آلهة الطبيعة الحرة والمتآمرة فهم عالمهم وأفعال الإله من خلال مراقبة الظواهر الطبيعية وتفسيرها بشكل صحيح مثل حركة النجوم والكواكب وموقعها، إن الجهود المبذولة لتحليل وفهم المقاصد الإلهية قادت البشر إلى الاعتقاد بأن التدخل والتأثير على الأعمال الإلهية أمر ممكن - إما من خلال الإقناع الديني مثل الصلاة والهدايا أو من خلال السحر الذي يعتمد على الشعوذة والتلاعب بالطبيعة لثني إرادة الآلهة، اعتقد البشر أنهم يستطيعون اكتشاف المقاصد الإلهية من خلال مراقبة العالم الطبيعي أو التلاعب به وهكذا كان لدى البشرية سبب لمعرفة المزيد عن الطبيعة.
في حوالي القرن السادس قبل الميلاد بدأت علاقة البشرية بالآلهة والطبيعة تتغير لم يعد الفلاسفة اليونانيون مثل طاليس ميليتس ينظرون إلى الظواهر الطبيعية على أنها نتيجة للآلهة القادرة على كل شيء وبدلاً من ذلك كانت القوى الطبيعية موجودة داخل الطبيعة وهي جزء لا يتجزأ من العالم المخلوق وظهرت في ظل ظروف معينة لا علاقة لها بالآلهة الشخصية، اعتقد اليونانيون أن الظواهر الطبيعية تحدث "بالضرورة" من خلال سلاسل متقاطعة من "السبب" و"النتيجة" ومع ذلك افتقر الفلاسفة اليونانيون إلى مفردات جديدة للتعبير عن مفاهيم مجردة مثل "الضرورة" أو "السبب"، بالتالي استخدموا الكلمات المتاحة لهم للإشارة بشكل مجازي إلى فلسفة الطبيعة الجديدة، بدأوا على هذا النحو في تصور العالم الطبيعي بمصطلحات أكثر تحديدًا تتماشى مع فلسفة فريدة تنظر إلى الطبيعة على أنها جوهرية وحيث تحدث الظواهر الطبيعية بالضرورة.
أدى المفهوم اليوناني للطبيعة الذي تم التعبير عنه مجازيًا من خلال كتاب الطبيعة إلى ولادة ثلاثة تقاليد فلسفية أصبحت منبع الفلسفة الطبيعية والتفكير العلمي المبكر. من بين التقاليد الثلاثة المستوحاة من أفلاطون وأرسطو وفيثاغورس أصبحت النصوص الأرسطية قوة منتشرة في الفلسفة الطبيعية حتى تم تحديها في أوائل العصر الحديث. إن الفلسفة الطبيعية التي شملت مجموعة من الأعمال التي كان هدفها وصف وشرح العالم الطبيعي استمدت سلطتها الأولى في عصر القرون الوسطى من التفسيرات المسيحية لأرسطو حيث كان يُنظر إلى فلسفته الطبيعية على أنها عقيدة تهدف إلى تفسير الأحداث الطبيعية في العالم من حيث الأسباب المفهومة بسهولة.
رأى أرسطو أن المعرفة بالظواهر الطبيعية مستمدة من التجريد من الوعي الحسي بالعالم الطبيعي - باختصار تم الحصول على المعرفة من خلال التجربة الحسية. إن العالم الذي تم بناؤه بالأفكار المجردة وحدها لا يمكن أن يوجد في استدلاله ويتم الكشف عن الهياكل المتأصلة في الطبيعة من خلال عملية التجريد التي قد تؤدي إلى مبادئ ميتافيزيقية يمكن استخدامها لتفسير الظواهر الطبيعية المختلفة بما في ذلك أسبابها وآثارها، الأحداث التي ليس لها سبب محدد تحدث بالصدفة وتقع خارج حدود الفلسفة الطبيعية، أصبح البحث عن تفسيرات سببية هو التركيز المهيمن في الفلسفة الطبيعية التي تكمن أصولها في كتاب الطبيعة كما تصورها الفلاسفة اليونانيون الأوائل استمر تأثير أرسطو في جميع أنحاء أوروبا قرونًا حتى استلزم عصر التنوير إجراء تحقيقات جديدة في الأفكار الراسخة.

## الثقافة المسيحية واليونانية
لقد بنى اليونانيون وجهة نظر للعالم الطبيعي تمت فيها إزالة جميع المراجع للأصول والأسباب الاسطورية، لقد ترك الفلاسفة اليونانيون العالم العلوي شاغرًا عن غير قصد من خلال التخلي عن الروابط القديمة مع آلهة الطبيعة المتآمرين الذين يتصرفون بحرية، لقد جعلت فلسفة الطبيعة الجديدة القوى الأسطورية غير المرئية غير ذات صلة، بينما انجرف بعض الفلاسفة نحو الإلحاد فقد عمل آخرون ضمن الفلسفة الجديدة على إعادة تشكيل مفهوم الكائن الإلهي وبالتالي فإن النظرة الجديدة تجاه العالم الطبيعي ألهمت الإيمان بقوة عليا واحدة متوافقة مع الفلسفة الجديدة - وبعبارة أخرى التوحيدية ومع ذلك فإن الطريق من الطبيعة إلى إعادة اكتشاف كائن إلهي كان غير مؤكد، إن الإيمان بالسببية في الطبيعة يعني وجود سلسلة سببية مترابطة لا نهاية لها تؤثر على العالم الطبيعي  ومع ذلك فمن المفترض أن الفكر اليوناني أنكر وجود عالم طبيعي حيث تكون السببية لا نهائية، مما أدى إلى ظهور فكرة "السبب الأول"، التي يجب أن يعتمد عليها نظام الأسباب الأخرى.
حدث أول اتصال بين المسيحية والثقافة اليونانية في أثينا في القرن الأول الميلادي وتشير الكتب المسيحية إلى أنه في غضون سنوات قليلة من صلب المسيح كان بول وسيلا يتجادلان مع الأبيقوريين والرواقيين في أريوباغوس، نظر اللاهوتيون المسيحيون إلى الإغريق على أنهم ثقافة وثنية كان فلاسفتها مهووسين بعجائب المادة أو العالم الطبيعي، كانت مراقبة وتفسير الظواهر الطبيعية ذات قيمة قليلة للكنيسة ونتيجة لذلك رفض اللاهوتيون المسيحيون الأوائل المعرفة اليونانية باعتبارها قابلة للفناء، على عكس المعرفة الفعلية المستمدة من الكتاب المقدس وفي الوقت نفسه تصارع آباء الكنيسة مع الأسئلة المتعلقة بالعالم الطبيعي وخلقه التي عكست اهتمامات الفلاسفة اليونانيين.
على الرغم من رفضهم للتفكير الوثني فقد استفاد آباء الكنيسة من الجدلية والأنطولوجية اليونانية من خلال وراثة لغة تقنية يمكن أن تساعد في التعبير عن حلول لمخاوفهم  وكما لاحظ بيتر هاريسون، "في تطبيق مبادئ الفلسفة الوثنية على المواد الخام للإيمان التي تم التعبير عن محتواها في تلك الوثائق التي أصبحت العهد الجديد، يمكننا أن نستشف بدايات اللاهوت المسيحي."  في النهاية أدرك آباء الكنيسة قيمة العالم الطبيعي لأنه قدم وسيلة لفك رموز عمل الله واكتساب المعرفة الحقيقية عنه، يُعتقد أن الله قد غرس في العالم المادي معنى رمزيًا والذي إذا فهمه الإنسان يكشف حقائق روحية عليا.
إن ما احتاجه آباء الكنيسة ولم يرثوه عن فلاسفة اليونان الأوائل هو طريقة لتفسير المعاني الرمزية الكامنة في العالم المادي وفقًا لهاريسون كان أب الكنيسة أوريجانوس في القرن الثالث هو الذي أتقن المنهج التفسيري الذي طوره لأول مرة الأفلاطونيون من المدرسة السكندرية والذي يمكن من خلاله إقناع العالم الطبيعي بالتخلي عن المعاني الخفية.
في المسيحية يبدو أن آباء الكنيسة الأوائل استخدموا فكرة كتاب الطبيعة librum naturae كجزء من لاهوت مؤلف من كتابين: "بين آباء الكنيسة ويمكن العثور على إشارات صريحة إلى كتاب الطبيعة في القديس يوحنا المعمدان". "... باسيليوس والقديس غريغوريوس النيصي والقديس أغسطينوس ووحنا كاسيان والقديس يوحنا الذهبي الفم وأفرام السرياني والقديس مكسيموس المعترف." اقترح القديس أغسطينوس أن الطبيعة والكتاب المقدس عبارة عن مجموعة مكونة من مجلدين كتبها الله ومليئة بالمعرفة الإلهية.

## إعادة اكتشاف العالم الطبيعي
بحلول القرن الثاني عشر بدأت دراسة متجددة للطبيعة في الظهور جنبًا إلى جنب مع الأعمال المستردة للفلاسفة القدماء المترجمة من العربية إلى اليونانية الأصلية واعتبرت كتابات أرسطو من أهم النصوص القديمة وكان لها تأثير ملحوظ بين المثقفين، أدى الاهتمام بالعالم المادي جنبًا إلى جنب مع مذاهب أرسطو إلى رفع التجربة الحسية إلى مستويات جديدة من الأهمية، لقد مهدت التعاليم السابقة المتعلقة بالعلاقة بين الله ومعرفة الإنسان بالأشياء المادية الطريق لعالم تنقل فيه معرفة العالم المادي معرفة الله في حين كان العلماء واللاهوتيون يحملون ذات يوم عقلية رمزية للعالم الطبيعي باعتبارها معبرة عن الحقائق الروحية فإن التفكير الفكري أصبح الآن يعتبر الطبيعة "كيانًا متماسكًا يمكن للحواس أن تستكشفه بشكل منهجي، إن فكرة الطبيعة هي فكرة ترتيب معين للأشياء الطبيعية ودراسة الطبيعة هي التحقيق المنهجي لهذا النظام.
تتضمن فكرة النظام في الطبيعة بنية للعالم المادي يمكن من خلالها تحديد العلاقات بين الأشياء، وفقا لهاريسون كان القرن الثاني عشر بمثابة وقت مهم في العصر المسيحي عندما أصبح العالم مستثمرا في أنماط النظام ، الأنماط القائمة على شبكات التشابه أو التشابه بين الأشياء المادية التي أدت إلى معرفة ما قبل الحداثة للطبيعة، كان يُعتقد أنه "في حين أن الله قد خلق كل الأشياء الموجودة في كتاب الطبيعة، فإن بعض الأشياء في الطبيعة تشترك في خصائص مماثلة مع أشياء أخرى مما يحدد مجال الطبيعة و"يؤسس المبادئ المنظمة التي تقوم عليها معرفة العالم الطبيعي"  يمكن الآن قراءة الطبيعة مثل الكتاب.

## ولادة العلم الحديث
وبحلول القرن السادس عشر بدأ الخلاف بين السلطات التقليدية في الظهور، لقد بدأ عصر النهضة الأوروبية وعصر التنوير وتعرضت العديد من مجالات التقاليد والمعرفة للتحدي.
وتم بناء المزيد من الجامعات في جميع أنحاء أوروبا وكان اختراع المطبعة يعني إمكانية تبادل المزيد من الأفكار العلمية والفنية بسهولة أكبر، تم وضع الفلسفات القديمة والكتابات المقبولة مثل تلك الخاصة بجالينوس وبطليموس جانبًا وتم التحقيق في المزيد من النظريات بشكل نشط، يمكن استخدام التكنولوجيا والمعدات الجديدة مثل التلسكوبات والمجاهر المحسنة لاستكشاف ما كان يعتبر في السابق أمرا مفروغا منه وكانت السفن المحسنة تعني أنه لأول مرة يمكن زيارة الكرة الأرضية بأكملها والكشف عن عجائب طبيعية جديدة لم يسبق رؤيتها من قبل.
كانت النصوص والمذاهب القديمة محل نزاع وكانت معرفة العالم الطبيعي غير مكتملة وتم الطعن في تفسير الكتاب المقدس المسيحي وتم النظر إلى الفلسفة اليونانية التي ساعدت في صياغة كتاب الطبيعة والكتاب المقدس على أنها متعارضة بشكل أساسي.
بحلول هذا الوقت كانت "الطبيعة" تنتقل من النظر إليها ككائن متجسد ومستقل ونشط إلى النظر إليها كآلة غير شخصية حيث نظر إليها كيبلر كنوع من الساعة.
كان كتاب الطبيعة يكتسب سلطة أكبر لحكمته وكمصدر غير مباشر للمعرفة الطبيعية والإلهية، تم تشجيع التحقيقات "العملية" سواء المتعلقة بجسم الإنسان أو البستنة أو النجوم كمصدر للوحي، ظل كتاب الطبيعة راسخًا في الإيمان المسيحي واحتل مكانة بارزة في الثقافة الغربية إلى جانب الكتاب المقدس، اعتقد الفلاسفة العلميون مثل روبرت بويل والسير إسحاق نيوتن أن الطبيعة يمكن أن تعلم البشر نطاق العمل الذي قام به الله؛ أخبر فرانسيس بيكون قراءه أنهم لا يمكن أن يكونوا على دراية جيدة بكتاب الله المقدس أو كتاب طبيعة الله، كان يُنظر إلى كتاب الطبيعة على أنه وسيلة لمعرفة المزيد عن الله.

## كتابان- عالمان؟
استمرت النظرة إلى الطبيعة باعتبارها وحيًا إلهيًا والحاجة إلى البحث العلمي لعدة قرون عندما بدأت كلمة "عالِم" تحل محل مصطلح "الفيلسوف الطبيعي" في القرن  1830، كانت أكثر الكتب العلمية التي تم الحديث عنها في المملكة المتحدة هي أطروحات بريدجووتر المكونة من ثمانية مجلدات، هذه الكتب التي مولها إيرل بريدجووتر الأخير كتبها رجال عينتهم الجمعية الملكية "لاستكشاف قوة الإله وحكمته وصلاحه كما تجلت في الخلق".
في ذلك الوقت كان يُنظر إلى الطبيعة والإله على أنهما متوازيان  ومع ذلك فإن القلق من تصادم الكتابين في نهاية المطاف أصبح واضحًا بشكل متزايد بين العلماء وفلاسفة الطبيعة واللاهوتيين الذين رأوا إمكانية وجود عالمين منفصلين وغير متوافقين - أحدهما مصمم على امتلاك الطبيعة والآخر مصمم على دعم الإيمان المسيحي، بدأت أعمال العلماء مثل داروين وألفريد راسل والاس في إظهار أن الطبيعة قد لا تكشف عن الله ولكنها قد تظهر أنه لا يوجد إله على الإطلاق، أدت الاكتشافات في علم الحفريات إلى قيام الكثيرين بالتشكيك في الكتب المقدسة المسيحية والمعتقدات الإلهية الأخرى، انخرط العلماء في المراقبة الجسدية للطبيعة وفصلوا أنفسهم عن القضايا الروحية في المقابل أدت التخصصات الناشئة في علم النفس وعلم الاجتماع إلى رؤية الآخرين للمعتقد الديني كخطوة مؤقتة في تطور المجتمع وليس كعنصر مركزي وأساسي، بحلول عام 1841 اقترح أوغست كونت أن الملاحظة التجريبية كانت الذروة النهائية للمجتمع البشري.